# Walker Little
Walker Douglas Little (Houston, 1º aprile 1999) è un giocatore di football americano statunitense che milita nel ruolo di offensive tackle per i Jacksonville Jaguars della National Football League (NFL).

## Carriera

### Jacksonville Jaguars
Al college Campbell giocò a football a Stanford. Fu scelto nel corso del secondo giro (45º assoluto) nel Draft NFL 2021 dai Jacksonville Jaguars. Nella sua stagione da rookie disputò 9 partite, di cui 3 come titolare.